# Coris hewetti
Coris hewetti es una especie de peces de la familia Labridae en el orden de los Perciformes.

## Morfología
Los machos pueden llegar alcanzar los 13,9 cm de longitud total.

## Distribución geográfica
Se encuentran en las islas Marquesas.